# Trachyloma
Trachyloma là một chi rêu trong họ Pterobryaceae.